# Rudolf Arthur Peltzer
Rudolf Arthur Peltzer (* 27. Mai 1873 in Köln; † 9. August 1955) war ein deutscher Kunsthistoriker.

## Leben
Arthur Peltzer war der Sohn des Kaufmanns Karl Peltzer (1829–1875) aus der Familie Peltzer und dessen Frau Emilie (geborene Kamp), einer Tochter des Kaufmanns Hugo Kamp und dessen Frau Elise (geborene Garenfeld, † 24. Juni 1900). Seine Mutter heiratete nach dem Tod des Vaters im Jahr 1888 den Königlichen Zeughauptmann Hermann Scharmacher. Karl Hugo Alfred Peltzer (* 25. April 1871), der in Köln Gerichtsassessor wurde, war sein älterer Bruder.
Peltzer besuchte bis 1892 das Friedrich-Wilhelm-Gymnasium in Köln. Anschließend studierte er Jura an den Universitäten Lausanne, Berlin, München und Bonn, hörte daneben aber auch historische und kunsthistorische Vorlesungen. 1896 legte er das Referendarexamen ab und arbeitete anschließend bei Behörden des Oberlandesgerichtsbezirks Köln. Im Sommer 1901 legte er die Gerichtsassessorenprüfung ab. Im September 1902 verließ er den Staatsdienst und studierte Kunstgeschichte und Klassische Archäologie an den Universitäten Berlin, München und Wien. 1910 wurde er an der Universität München bei Berthold Riehl promoviert. Danach widmete er sich als Privatgelehrter seinen Studien und ausgedehnten Reisen. Nachdem er in der Inflation sein Vermögen verloren hatte, arbeitete er einige Zeit im Kunsthandel und dann von 1927 bis 1943 als Konservator bei den Bayerischen Staatsgemäldesammlungen. Zum 1. Mai 1933 trat er der NSDAP bei (Mitgliedsnummer 3.211.166).
Sein Spezialgebiet war die deutsche und niederländische Malerei der Spätrenaissance und des Manierismus.

## Schriften (Auswahl)
- Geschichte der Messingindustrie und der künstlerischen Arbeiten in Messing (Dinanderies) in Aachen und den Ländern zwischen Maas und Rhein von der Römerzeit bis zur Gegenwart. In: Zeitschrift des Aachener Geschichtsvereins. Band 30, 1908, S. 235–463. (Digitalisat).
- Der Hofmaler Hans von Aachen, seine Schule und seine Zeit. Ein Beitrag zur Geschichte der werdenden Barockmalerei. Wolf, München 1911 (Teildruck der Dissertation, mit Lebenslauf).
- Der Hofmaler Hans von Aachen, seine Schule und seine Zeit. In: Jahrbuch der Kunsthistorischen Sammlungen des Allerhöchsten Kaiserhauses in Wien. Band 30, 1911, S. 59–182 (Digitalisat).
- Joachim von Sandrart Academie der Bau-, Bild- und Mahlerey-Künste von 1675. Leben der berühmten Maler, Bildhauer und Baumeister; mit 140 Künstlerporträts und andern Abbildungen. Herausgegeben und kommentiert von Arthur Rudolf Peltzer. Hirth, München 1925 (Digitalisat).
- Nürnberger Messinggewerbe in alter Zeit. In: Kultur des Handwerks. Band 5, 1927.